# Rue Clotilde
La rue Clotilde est une voie du 5e arrondissement de Paris situé dans le quartier de la Sorbonne.

## Origine du nom
La rue tient son nom de la reine Clotilde (475-545), épouse de Clovis qui fut, avec son mari, enterrée dans l'abbaye Sainte-Geneviève que la voie historique longeait.

## Historique
Tout comme la rue Clovis avec laquelle elle forme un angle, elle a été percée au XIXe siècle lors de la restructuration de la zone de l'abbaye Sainte-Geneviève de Paris.

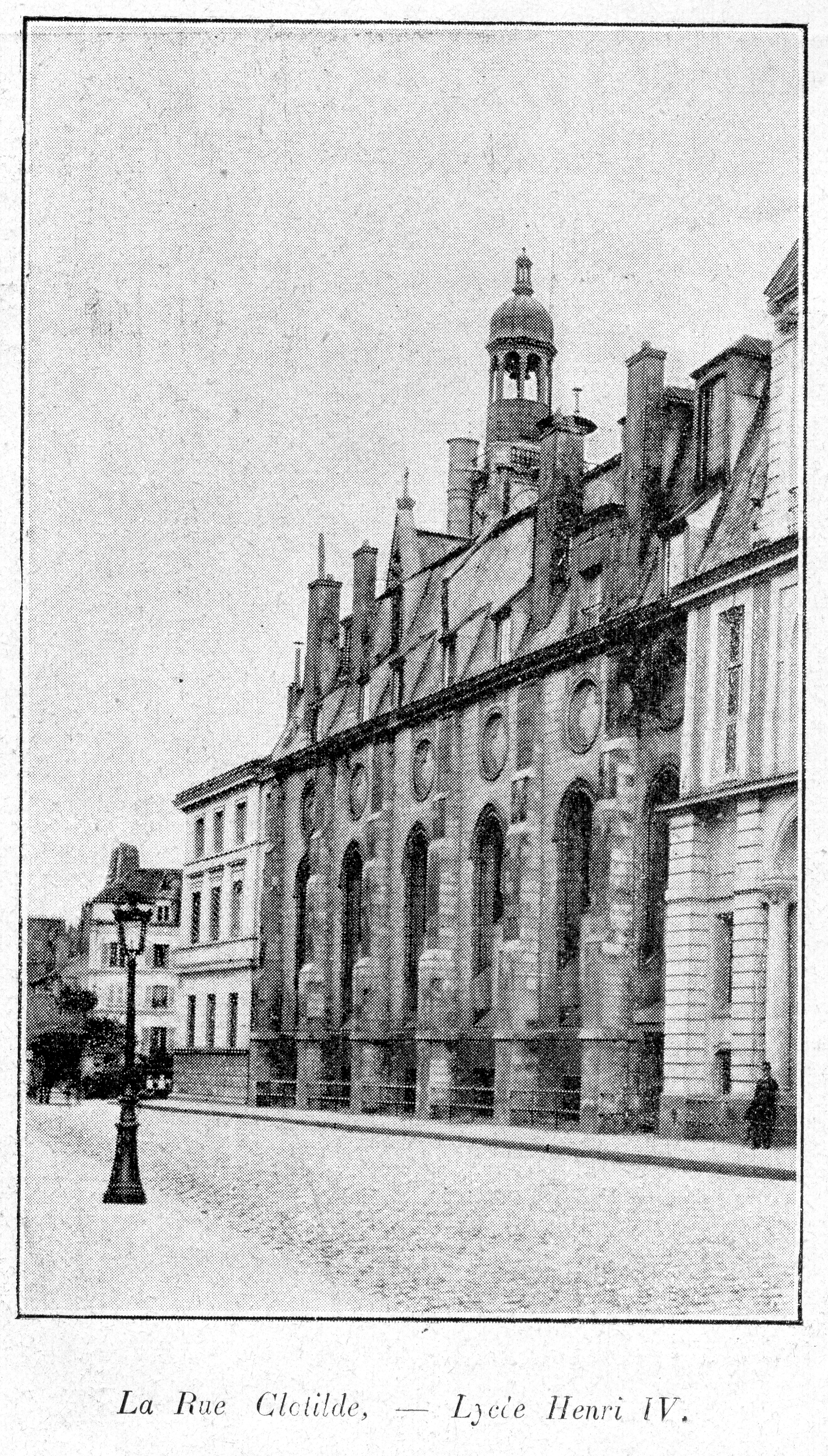
La rue Clotilde et le lycée Henri-IV en 1897.
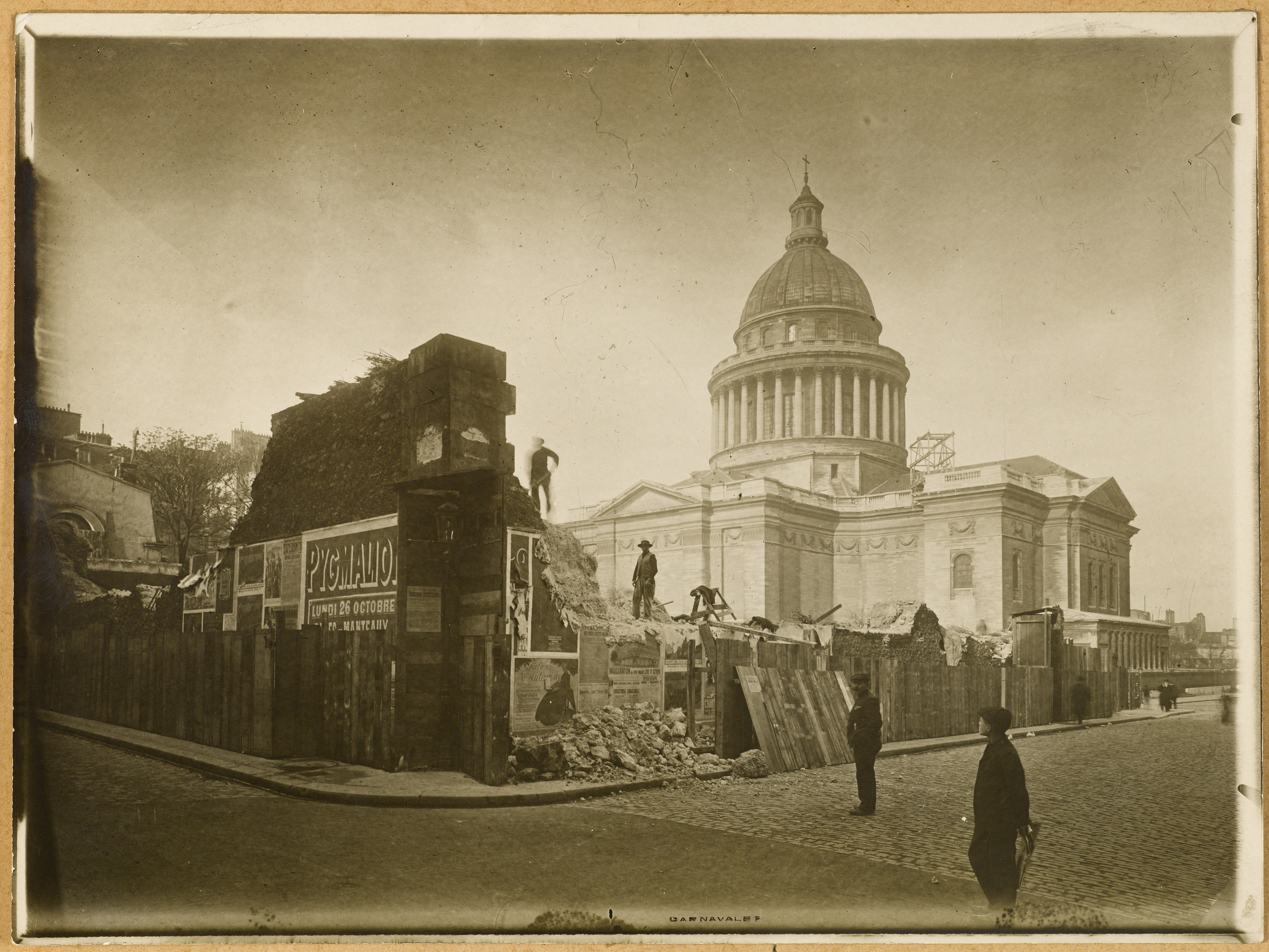
Démolition de maisons autour du Panthéon, rue Clotilde côté rue de l'Estrapade (entre 1910 et 1920).

## Bâtiments remarquables et lieux de mémoire
- L'arrière du Panthéon de Paris.
- Le lycée Henri-IV qu'elle longe sur un côté et dont l’entrée de la partie collège, portant encore l’inscription « petit lycée Henri-IV », est située au no 7.
- La tour Clovis et les derniers bâtiments de l'abbaye Sainte-Geneviève de Paris.

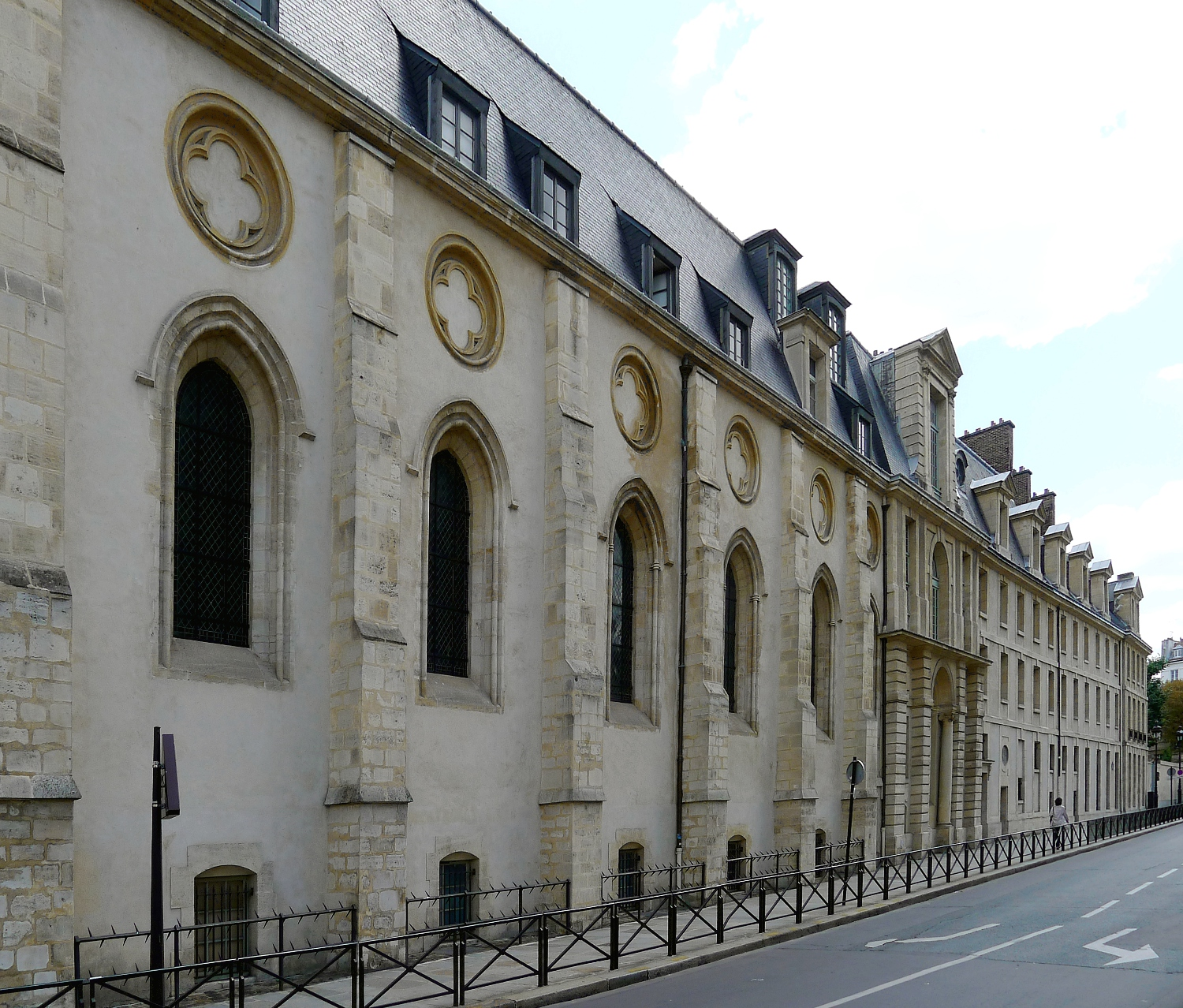
Bâtiments du lycée Henri-IV.
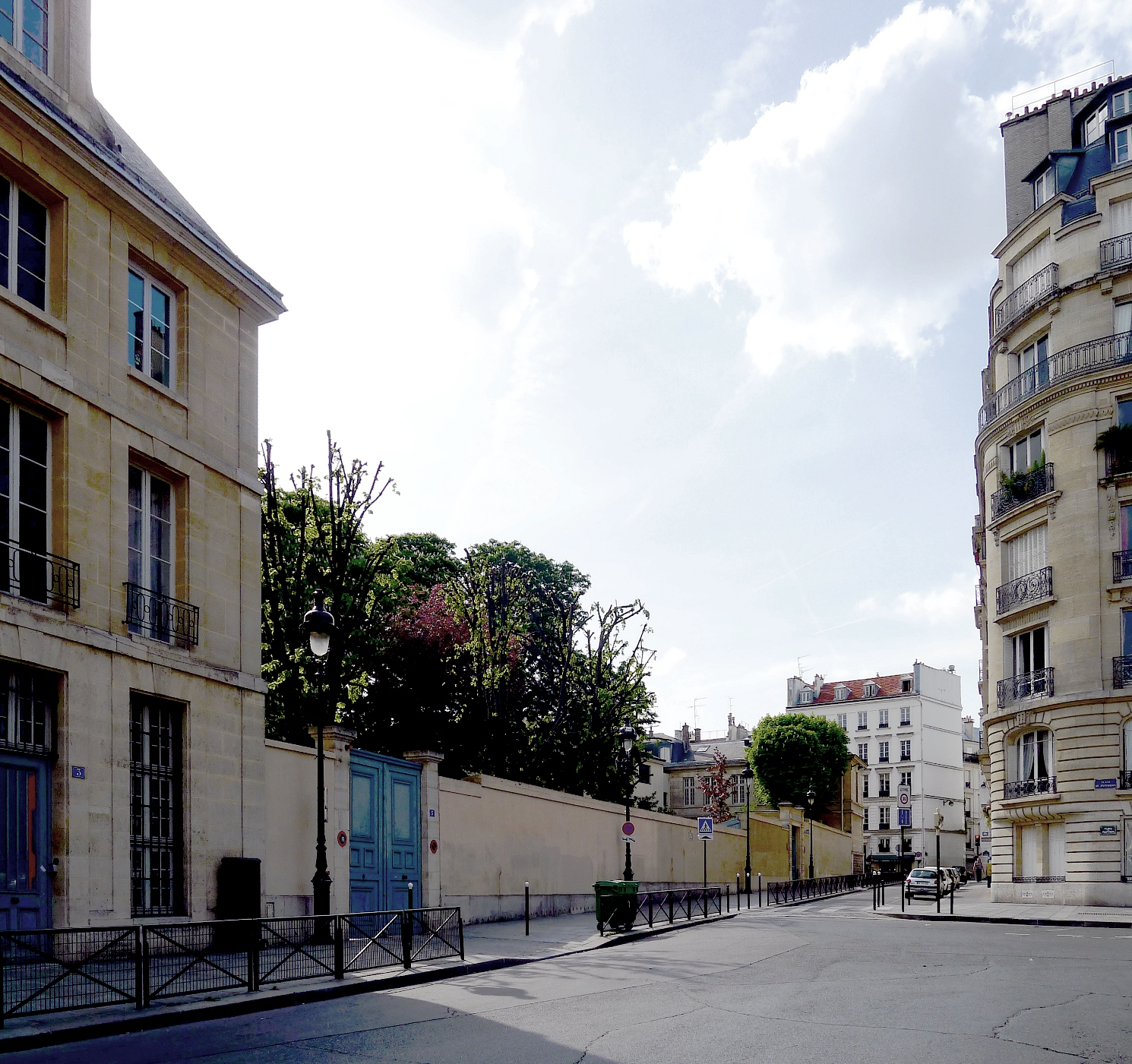
Rue Clotilde vue du Panthéon.